# The New Spirit
Pour plus de détails, voir Fiche technique et Distribution.
The New Spirit est un dessin animé du personnage Donald Duck au service de la propagande, produit par les studios Disney et sorti le 23 janvier 1942 aux États-Unis.

## Synopsis
The New Spirit s'ouvre avec Donald en train d'écouter la radio, une radio qui déclare sérieusement : « Nos propres côtes ont été attaquées ». C'est ainsi que Donald apprend qu'il doit jouer son rôle de citoyen en devant payer 13 dollars d'impôt qu'il doit sur son revenu de 2900 dollars. Donald, impatient de servir son pays, remplit le formulaire et porte son argent lui-même à Washington en traversant tous les États-Unis depuis la Californie !
Là, les piles de pièces se transforment en cheminées ainsi Donald peut voir, avec beaucoup de considération, ses impôts au travail. Puis, le dessin animé dépeint les usines de guerre crachant du feu avec fierté et défiance, travaillant sans relâche à combattre des avions, bateaux et sous-marins nazis. Alors que l'aviation et la marine sont détruites par la puissance américaine, la radio affirme dans un leitmotiv « Des impôts pour couler l'Axe facho ! »... « Des impôts pour enterrer l'Axe facho ! »... « Des impôts pour éradiquer de la terre les forces du mal destructrices de la liberté et de la paix ! »
Au fur et à mesure que la fumée du dernier sous-marin ennemi se dissipe et aux accents du thème de la victoire de la Cinquième Symphonie de Beethoven, le ciel se transforme en une glorieuse bannière étoilée. « Les impôts garderont la démocratie d'Amérique en marche » assure la voix de la radio, avec un refrain de Yankee Doodle Spirit chanté par Cliff Edwards, qui gronde derrière une armée de tanks.

## Fiche technique
- Titre original : The New Spirit
- Réalisateur : Wilfred Jackson
- Voix : Clarence Nash (Donald Duck)
- Chansons : Cliff Edwards
- Producteur : Walt Disney, département du Trésor des États-Unis[1]
- Distributeur : War Activities Committee of the Motion Pictures Industry
- Date de sortie : 23 janvier 1942[1]
- Format d'image : Couleur (Technicolor)
- Son : Mono (RCA Sound System)
- Durée : 7 minutes
- Langue : anglais
- Pays :  États-Unis

## Commentaires
Cliff Edwards a aussi prêté sa voix à Jiminy Crickett dans le film d'animation Disney Pinocchio.
Le film a été réalisé dans un laps de temps très court par Dick Huemer et Joe Grant au début de l'année 1942, le scénario aurait été écrit en deux jours. Le film à peine achevés, les deux animateurs se sont envolés pour Washington accompagnés de Walt et Roy Disney pour le présenter au département du Trésor des États-Unis. Les séquences avec Donald ont été dirigées par Wilfred Jackson et celle militaire par Ben Sharpsteen. Les studios Disney ont eu du mal à se faire payer par l'état américain, commanditaire du film, les 80 000 $ de frais de production, le Congrès hésita à payer ces frais élevés principalement dus à la demande de production rapide par le département du Trésor.
Lorsque le secrétaire au trésor Henry Morgenthau montra son désaccord sur la mise au second plan du personnage du fonctionnaire des impôts, Walt Disney répondit que l'usage de Donald Duck équivalait à Clarke CGable pour le studio MGM,. Ce film est suivi en 1943 par une seconde version intitulée The Spirit of '43, sortie l'année suivante.
Pour John Grant, l'effet du film sur la population américaine n'a jamais été calculé, « spécialement sur les payeurs récalcitrants mais il est connu que le film a eu un rôle très significatif ». Un rapport du département du Trésor indique que 32 674 000 personnes ont vu The New Spirit, diffusé dans 1800 salles à travers tous les États-Unis. Un sondage Gallup affirme que 37 % de ceux qui ont vu le film ont ressenti une volonté accrue dans le paiement de leurs impôts.

## Sources
- Sébastien Roffat, Animation et propagande, édition L'Harmattan, 2006.